# Villaconejos
Villaconejos est une commune de la communauté de Madrid, en Espagne.